# Elena Horvat

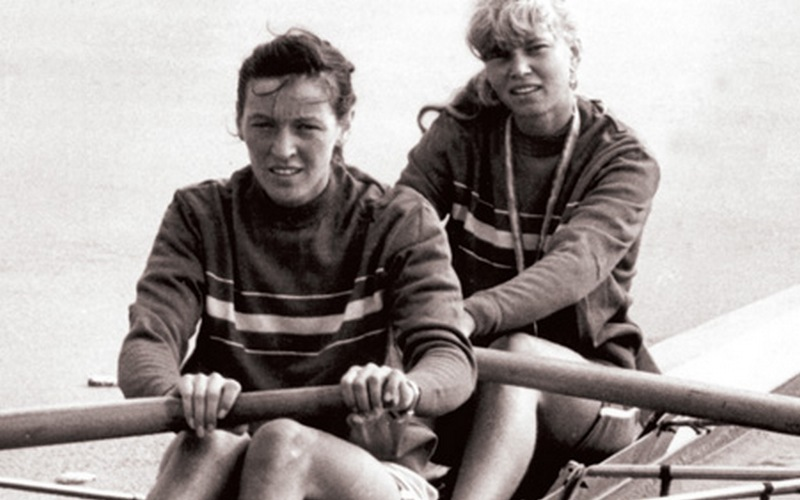
Elena Horvat (links) und Rodica Arba im Jahr 1984

Elena Horvat, nach Heirat Elena Florea, (* 4. Juli 1958 in Luizi-Călugăra, Kreis Bacău) ist eine ehemalige rumänische Ruderin.

## Sportliche Karriere ab 1981
Elena Horvat belegte bei den Weltmeisterschaften 1981 zusammen mit Rodica Arba im Zweier ohne Steuerfrau den dritten Platz hinter den Booten aus der DDR und aus Kanada. Im Jahr darauf wechselten Arba und Horvat in den Vierer ohne Steuerfrau und gewannen bei den Weltmeisterschaften 1982 auch in dieser Bootsklasse die Bronzemedaille. 1983 gewannen Arba und Horvat im Zweier die Silbermedaille hinter Marita Gasch und Silvia Fröhlich aus der DDR.
Die Mannschaft aus der DDR war wegen des Olympiaboykotts bei den Olympischen Spielen 1984 nicht am Start, Arba und Horvat gewannen mit dreieinhalb Sekunden Vorsprung auf die Kanadierinnen die Goldmedaille. Im Jahr darauf bewiesen Rodica Arba und die mittlerweile verheiratete Elena Florea bei den Weltmeisterschaften in Hazewinkel mit einem Sieg vor den Zweiern aus den USA und der DDR, dass sie auch ohne Boykott gewinnen konnten.

## Abgrenzung zu Elena Oprea
Laut der Olympiadatenbank Sports-Reference hieß Elena Horvat vor 1981 Elena Oprea und hat unter diesem Namen an den Olympischen Spielen 1976 und 1980 teilgenommen. Laut Datenbank des Weltruderverbandes FISA begann Opreas Karriere mit einem Medaillengewinn als Ruderin – nicht als Steuerfrau – bei den Europameisterschaften 1971. Da wäre Elena Horvat dreizehn Jahre alt gewesen. Volker Kluge erwähnt in seinem Standardwerk über die Olympischen Spiele bei den Spielen von 1980, dass die 1958 geborene Elena Oprea 1984 als Elena Horvat antrat. Hingegen wurde laut Áros Károlys Buch über ungarischstämmige Olympiateilnehmer aus aller Welt Elena Horvat 1958 als Ilona Horváth geboren. In der Olympedia sind die Daten von Elena Oprea und Elena Horvat im Jahr 2020 getrennt.